# Epidendrum cuneatoides
Epidendrum cuneatoides är en orkidéart som beskrevs av Dodson och Eric Hágsater. Epidendrum cuneatoides ingår i släktet Epidendrum och familjen orkidéer.
Artens utbredningsområde är Panamá. Inga underarter finns listade i Catalogue of Life.